# عملیات چکش وایکینگ
عملیات چکش وایکینگ (انگلیسی: Operation Viking Hammer) یک عملیات نظامی نامتعارف در طول جنگ عراق بود که در اطراف حلبچه، در شمال عراق، که عموماً با نام کردستان عراق شناخته می‌شود، انجام شد. هدف این عملیات از بین بردن انصار الاسلام کردستان و برچیدن امارت اسلامی کردستان بود. انصار الاسلام در سال ۲۰۰۱ توسط اعضای سابق القاعده به عنوان یک جنبش سلفی کردی تأسیس شد که اجرای سختگیرانه شریعت را در روستاهای تحت کنترل خود اعمال می‌کرد. این عملیات در نهایت با پیروزی نیروهای ائتلاف و پیشمرگه به پایان رسید.